# Recinte emmurallat de Vila-real
El Recinte emmurallat de Vila-real, està constituït per les restes de l'antiga muralla que voltava aquesta població de la comarca de la Plana Baixa. Se situa en el que actualment és el centre del nucli urbà, i va tenir, com la majoria de les muralles, caràcter defensiu. Com tota estructura defensiva està catalogada, de manera genèrica com Bé d'Interès Cultural, amb el codi d'anotació ministerial R-I-51-0011253, i data d'anotació 20 de desembre de 2004.

## Descripció històric-artística
Vila-real va ser construïda per ordre de Jaume I, iniciant-se la seva creació el 20 de febrer de 1274, donant als primers pobladors (provinents en la seva majoria de Morella i Lleida) la Carta de poblament perquè la nova població s'erigís en terrenys que anteriorment pertanyien a Borriana.
Aquesta nova població tenia la finalitat de potenciar la seguretat de València, per això havia de concebre's com una plaça fortificada, per la qual cosa es van elevar les corresponents muralles, que, encara que avui han quedat absorbides per l'expansió del nucli poblacional, en el seu moment l'aïllaven de l'exterior protegint als seus pobladors.
El recinte emmurallat seguia les característiques que es empleaban per a la construcció d'aquest tipus d'enclavaments, que tenien com a model la traça octogonal que es empleó a Jaca en 1076.
La fàbrica era de maçoneria de pedra de la comarca unida per argamassa i en certs trams, com el conservat de la Casa de l'Oli es va emplear carreu.
Els quatre extrems del recinte es reforçaven amb torres, de les quals en l'actualitat només es conserva l'anomenada torre Motxa (de planta octogonal), que, a més, no és l'original, ja que aquesta va ser derruïda en 1424 i substituïda per l'actual que, per la seva banda, ha sofert nombroses reformes i modificacions al llarg del temps.
Per poder accedir al recinte urbà, protegit per les muralles, es van obrir quatre portes: la de València a l'oest, la d'Onda al nord, la de Castelló a l'est, i la porta de Borriana al sud. I per reforçar les defenses, el recinte també disposava d'un fossat al voltant de tot el seu perímetre, que, amb l'expansió del nucli poblacional, es va emplenar de terra al segle xvi. Actualment pot contemplar-se un tros que s'ha descobert al carrer Sant Pere.
De la resta de les muralles només es conserven dos trams, al costat de la torre Motxa, que han estat restaurats, i una petita resta al costat de la Casa de l'Oli, que per la seva banda va ser restaurada l'any 1986 per l'arquitecte Joaquim Lizandra.
Malgrat que la resta del recinte emmurallat ha desaparegut, encara poden distingir-se alguns draps que formen part de construccions que es van elevar en expandir-se la població i que van passar a formar part dels nous habitatges.